# Argiolestes macrostylis
Argiolestes macrostylis là loài chuồn chuồn trong họ Argiolestidae. Loài này được Ris mô tả khoa học đầu tiên năm 1913.